# Phyllonorycter cytisella
Phyllonorycter cytisella là một loài bướm đêm thuộc họ Gracillariidae. Nó được tìm thấy ở quần đảo Canaria.
Ấu trùng ăn Chamaecytisus proliferus. Chúng ăn lá nơi chúng làm tổ. They create a lower-surface tentiform mine, with deep folds. The mine strongly contracts the leaflet. Pupation takes place inside the mine.